# Nakon smrti
Nakon smrti (rus. После смерти) ruski je film redatelja Jevgenija Bauera.

## Radnja
Film govori o mladom znanstveniku Andreju Bagrovu, koji je potpuno uronjen u znanost. Njegov krug prijatelja ograničen je na tetu i prijatelja sa sveučilišta koji su konačno uspjeli izvući Andreja iz samoće.

## Uloge
- Vitold Polonskij
- Vera Karalli
- Olga Rahmanova
- Marija Halatova
- Tamara Gedevanova

## Vanjske poveznice
- Nakon smrti na Kino Poisk